# Lelant (stacja kolejowa)
Lelant – stacja kolejowa we wsi Lelant, w hrabstwie Kornwalia. Stacja leży na linii kolejowej St Ives Bay Line. Położona jest na wprost estuarium rzeki Hayle, niecałe 2 km od St Erth.

## Ruch pasażerski
Stacja obsługuje ok. 29 788 pasażerów rocznie (dane za rok 2021/2022) (dane ze sprzedaży biletów). Posiada połączenie z St Erth, St Ives i linią Cornish Main Line. Serwis obsługiwany jest wahadłowo, w przybliżeniu co godzinę.